# Idesbalde Vander Gracht
Idesbalde Marie Louis Joseph Vander Gracht (Doornik, 27 maart 1741 - aldaar, 27 september 1826) was een Zuid-Nederlands politicus.

## Levensloop
Vander Gracht was burgemeester van Doornik van 1818 tot 1824. Hij volgde in deze hoedanigheid Charles De Rasse op, zelf werd hij opgevolgd door Bernard de Bethune.
Vander Gracht was ridder in de Orde van de Nederlandse Leeuw.